# Charter Oak (Califòrnia)
Charter Oak és una concentració de població designada pel cens dels Estats Units a l'estat de Califòrnia. Segons el cens del 2000 tenia 9.027 habitants.

## Demografia
Segons el cens del 2000, Charter Oak tenia 9.027 habitants, 3.048 habitatges, i 2.255 famílies. La densitat de població era de 3.747,7 habitants/km².
Dels 3.048 habitatges en un 40,8% hi vivien nens de menys de 18 anys, en un 50,2% hi vivien parelles casades, en un 18,1% dones solteres, i en un 26% no eren unitats familiars. En el 19,8% dels habitatges hi vivien persones soles el 6,6% de les quals corresponia a persones de 65 anys o més que vivien soles. El nombre mitjà de persones vivint en cada habitatge era de 2,95 i el nombre mitjà de persones que vivien en cada família era de 3,41.
Per edats la població es repartia de la següent manera: un 29,6% tenia menys de 18 anys, un 9,4% entre 18 i 24, un 32,1% entre 25 i 44, un 20,6% de 45 a 60 i un 8,3% 65 anys o més.
L'edat mediana era de 33 anys. Per cada 100 dones de 18 o més anys hi havia 91,1 homes.
La renda mediana per habitatge era de 50.744 $ i la renda mediana per família de 55.294 $. Els homes tenien una renda mediana de 37.153 $ mentre que les dones 30.703 $. La renda per capita de la població era de 18.766 $. Entorn del 5,9% de les famílies i el 7,5% de la població estaven per davall del llindar de pobresa.

## Poblacions més properes
El següent diagrama mostra les poblacions més properes.